# Fabián Castillo
 (février 2013).
Pour les articles homonymes, voir Castillo.
Fabián Andrés Castillo Sánchez, né le 17 juin 1992 à Cali, est un footballeur colombien jouant au poste d'ailier à l'AD Cali en prêt du Club Tijuana.

## Biographie
Fabián Castillo commence sa carrière au Deportivo Cali. Avec ce club, il remporte la Coupe de Colombie en 2010.
En 2011, il est transféré au FC Dallas, équipe évoluant en Major League Soccer (MLS). Pour sa première saison en MLS, il dispute 21 matchs en championnat, inscrivant 2 buts. Il découvre également la Ligue des champions de la CONCACAF. Lors de sa deuxième saison, il marque 6 buts en 26 matchs de championnat.
Avec les équipes de jeunes de la Colombie, Fabián Castillo participe à la Coupe du monde des moins de 17 ans 2009 au Nigeria puis à la Coupe du monde des moins de 20 ans 2011 organisée en Colombie. La Colombie se classe quatrième du mondial des moins de 17 ans et atteint les quarts de finale de la Coupe du monde des moins de 20 ans.

## Palmarès
- Vainqueur de la Coupe de Colombie en 2010 avec le Deportivo Cali